# Reverend Elvis

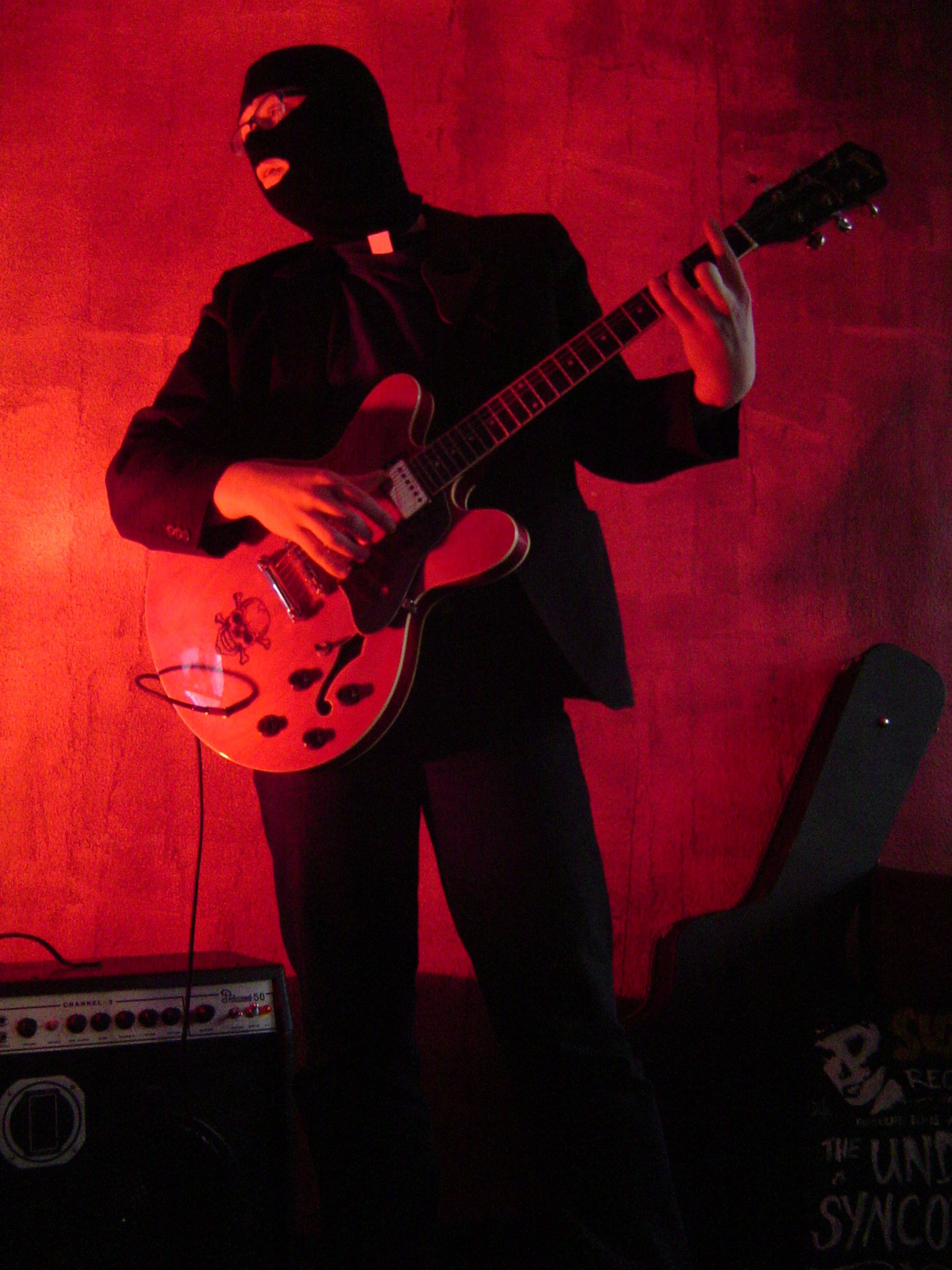
Reverend Elvis

Reverend Elvis (eigentlich Andreas Freier; * 12. August 1975) ist ein deutscher Sänger, Songwriter und Gitarrist.

## Biografie
Reverend Elvis ist seit 2003 als Sänger und Gitarrist aktiv und spielt sowohl Solo als auch mit seiner Band „The Undead Syncopators“. Des Weiteren ist er einer der Gründer und Mitbesitzer des Untergrund-Musiklabels „Suzy Q Records“. Speziell die Solo-Alben und Live-Auftritte bewegen sich im Spannungsfeld der sogenannten Rootsmusik. Wichtige Einflüsse sind neben klassischen Sounds wie Blues, Hillbilly und Rockabilly modernere Stilistiken wie Punk und Psychobilly. Er selbst rechnet seine Musik teilweise dem Death Country zu. Reverend Elvis veröffentlicht seit 2004 regelmäßig Studioalben, sowohl in Europa als auch in den USA.

### Undead Syncopators
Die Undead Syncopators formierten sich 2004, zuerst als Begleitband für das im selben Jahr erschienene Album Legend of the Undead, später auch als Live Band der „Reverend Elvis“ Shows. Die Undead Syncopators bestehen aus wechselnden Musikern, wobei „D.Shadow“ auf der 2009 erschienenen LP *Punk* den Kontrabass einspielte. Die aktuelle Besetzung besteht aus Tom Müller (Schlagzeug), Daniel Thiede (Leadgitarre) und Reverend Elvis (Gitarre und Gesang).

### Suzy Q Records
Suzy Q Records ist ein Independent-Label aus Chemnitz. Es wurde 1999 von Reverend Elvis, Sylvia von Undead und D.Shadow als Plattenladen gegründet. Seit 2003 veröffentlicht Suzy Q Records regelmäßig Studioalben verschiedener Bands, wie The Retarded Rats. Es ist spezialisiert auf die Musikgenre Rockabilly, Psychobilly und Country.

## Diskografie

### Studio
- 2003: 6 Rockabilly Classics (CD, Suzy Q Records)
- 2004: Legend of the Undead (mit den Undead Syncopators, Shakin’ Casi; CD, Suzy Q Records)
- 2008: DeathCountry (CD, Devils Ruin Records / US)
- 2009: *PUNK* (mit den Undead Syncopators, D. Shadow; LP, Suzy Q Records)
- 2013: Desperation (LP, Suzy Q Records)
- 2015: I Hate People (mit den Undead Syncopators; LP, Suzy Q Records)
- 2016: Desperation & I Hate People (DoCD, Suzy Q Records)

### Kompilationen
- 2004: Yells from the Crypt (CD, Gravewax Rec. US)
- 2008: Rodentia: The Best of Dark Roots Music (DoCD, Devils Ruin Records / US)
- 2009: Compendium (CD, Devils Ruin Records / US)
- 2011: It came from the Zone (LP, Suzy Q Records)
- 2016: Death Roots Syndicate I – IV (free download, Death Roots Records / US)